# Mike Jocktane
Mike Jocktane est un évêque protestant et un homme politique gabonais, né le 3 juillet 1972 à Paris. Il est le premier évêque des milieux pentecôtistes et charismatiques au Gabon.

## Biographie

### Famille
Mike Jocktane est le deuxième d’une famille de quatre enfants. Il épouse le 30 juillet 1994, Nadia Jasmine Ogowan, avec laquelle il a eu deux filles et deux fils.

### Formation
Mike Jocktane entame sa scolarité à Port-Gentil au Gabon avant de devenir élève du lycée Saint-Aspais à Melun où il obtient son baccalauréat en 1991.
Il entame ensuite des études de sciences économiques à l’université Panthéon-Assas jusqu’en 1992. C’est à cette date qu’il ressent l’appel de Dieu et rejoint les États-Unis pour suivre les enseignements du Christ for the Nations Institute (en) à Dallas où il obtient un certificat de Leadership. Il approfondit sa formation théologique à Tulsa en validant un bachelor of arts in theology à l’université chrétienne Oral Roberts en 1996.

### L’homme de foi

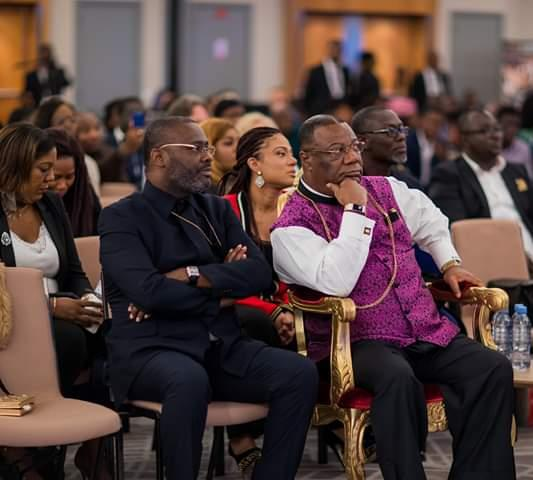
L’évêque Mike Jocktane (à gauche) avec l’archevêque Nicholas Duncan Williams (à droite) à Paris en novembre 2019.

C’est le 3 février 1987 à l’âge de 14 ans, en pleine décennie du Réveil spirituel qui touche le Gabon, que Mike Jocktane se convertit et s’engage au sein de mouvements de jeunesse chrétiens.
Au cours de ses études théologiques aux États-Unis, il est ordonné Ministre de l’Évangile le 17 janvier 1994.
Il rentre au Gabon en 1996 et fonde la même année les Ministères Christ Révélé aux Nations à Port-Gentil, la capitale économique. Il étend ensuite les Ministères à Libreville puis dans l’ensemble du pays et à l’international. À ce jour, Christ Révélé aux Nations dénombre un peu plus d’une trentaine d’églises dans le monde.
En 1997, il fonde à Port-Gentil la Mission Nissi, bras social et humanitaire des Ministères, venant notamment en aide aux enfants maltraités.
Il est consacré évêque le 22 mars 2003 par son père spirituel, l’archevêque Nicholas Duncan Williams et par un collège d’évêques de la congrégation Tapac Global venu d’Angleterre pour la circonstance. Il devient ainsi le premier évêque des milieux pentecôtistes et charismatiques au Gabon.

### Premiers pas en politique
En 2005, Mike Jocktane est nommé conseiller personnel et chargé de mission du Président de la République, Omar Bongo.
Très impliqué dans la vie et la politique locale de sa ville d’origine, Mike Jocktane crée en 2007 l’association « Rénovons Port-Gentil ».
Mike Jocktane est nommé directeur de cabinet adjoint du président de la République en janvier 2009.

### Engagement dans l’opposition au président Ali Bongo
À la mort d’Omar Bongo, le 8 juin 2009, Mike Jocktane pense comme beaucoup que le moment est venu pour une véritable transition démocratique au Gabon. Aussi à l’occasion de l’élection présidentielle d’août 2009, il rejoint la campagne d’André Mba Obame, dont il est très proche, principal opposant à Ali Bongo, fils du défunt président et candidat du PDG.
Mike Jocktane s’engage ensuite au sein de l’Union nationale, formation créée en février 2010 et réunissant les différents partis d’opposition au lendemain de la victoire très controversée d’Ali Bongo.
L'Union nationale est dissoute par les autorités gabonaises en janvier 2011 et Mike Jocktane dénonce la mise en place, avec l’arrivée au pouvoir d’Ali Bongo, d’« une dictature violente » affirmant que « le Gabon est en net recul sur le plan des libertés individuelles ». Il s’attaque notamment à la corruption endémique du régime qui distribue l’argent du Gabon pour acquérir des soutiens internationaux au lieu d’investir dans le développement du pays.  Il dénonce un harcèlement judiciaire et policier des autorités à la suite de ces accusations.
Alors que l’Union nationale est de nouveau autorisée au début de l’année 2015, Mike Jocktane affirme que « les hommes d’Église n’ont pas un devoir de silence mais de vérité » et en appelle à le suivre dans cette voie « pour changer le régime usurpateur d’Ali Bongo » qui dirige le pays « inexorablement vers le gouffre ». 
En recherche de nouveaux dirigeants après le décès de son leader, André Mba Obame, en avril 2015, l’Union nationale se réunit en congrès du 25 au 27 mars 2016 au cours duquel Mike Jocktane est élu vice-président.
En mars 2016, à l’approche de l’élection présidentielle, Mike Jocktane déclare qu’Ali Bongo est une tragédie pour le Gabon et se positionne clairement pour un candidat unique de l’opposition.

### Départ de l’Union nationale et création de la formation Gabon Nouveau
En 2017, l’Union nationale menée par Zacharie Myboto fait face à des luttes internes conduisant à l'affaiblissement de ses propositions et à l'effritement de ses soutiens.
C'est dans ce contexte que, le 4 mai 2017, Mike Jocktane démissionne de sa fonction de vice-président de l'Union nationale et prépare le lancement de sa propre formation politique, Le Gabon Nouveau,.
En juin 2017, Mike Jocktane appelle l'opposition à faire son autocritique en tirant les leçons de ses échecs et en prenant pied avec la réalité et le quotidien de la majorité des Gabonais. Il lance par la même occasion un appel au pardon et à la réconciliation.
Le 21 octobre 2019, Mike Jocktane est élu président de la formation politique Vision pour le développement qu’il rebaptise Le Gabon Nouveau.
Avec ce parti, Mike Jocktane revendique une part d’héritage de l’opposant André Mba Obame et souhaite une opposition responsable et constructive afin d’incarner une nouvelle espérance pour le Gabon.

### Pandémie de Covid-19
Face à la pandémie mondiale de coronavirus qui touche également le Gabon, Mike Jocktane lance, dès le mois de mars 2020, un appel à l’unité du peuple et à la solidarité mais demande également aux autorités la mise en place de mesures d’accompagnement pour soutenir les Gabonais face à la baisse d’activité due aux mesures préventives. Il dénonce également l’opacité de la gestion de crise et invite les autorités à davantage de transparence sur l’utilisation des fonds de lutte contre la pandémie notamment via un organisme de contrôle indépendant.

### Campagne présidentielle de 2023
Le 16 octobre 2021, Mike Joktane annonce sa candidature à l'élection présidentielle de 2023. Il se présente sous la bannière du Gabon Nouveau, le parti politique qu'il a créé en 2019 après être sorti de l'Union nationale. Toutefois, le collectif « Alternance 2023 », qui regroupe les principaux partis d'opposition, désigne un candidat unique, Albert Ondo Ossa, qui devient ainsi le principal candidat de l'opposition face à Ali Bongo. Comme il s'y était engagé, Jocktane retire sa candidature. Il est nommé directeur de la campagne d'Albert Ondo Ossa.
L'élection est annulée après un coup d'État qui entraîne le remplacement d'Ali Bongo par le général Brice Oligui Nguema. Début septembre, Mike Jocktane est arrêté avec l'homme politique Thérence Gnembou, près d'Oyem. Il aurait tenté de se rendre en Guinée équatoriale avec une lettre d'Albert Ondo Ossa les présentant comme ses émissaires auprès du vice-président équatoguinéen Teodorín Nguema Obiang avec comme objectif de « restaurer l'ordre constitutionnel ». Jocktane et Gnembou sont remis en liberté provisoire le 13 octobre 2023. Pour Jocktane, son déplacement en Guinée équatoriale avait pour objectif d'obtenir l'implication des États de l'organisation sous-régionale, la Communauté économique des États de l'Afrique centrale, dans une médiation entre l'opposition politique gabonaise et la junte arrivée au pouvoir

### Distinctions particulières.

#### 2022
- Doctorat honorifique de l'Université Internationale de HIGHSTONE, en Californie.
- Le prix de l'icône Humanitaire pour la Paix des Objectifs de Développement Durable des Nations unies.

#### 2023-2024
- Reconnu parmi les 100 personnes les plus réputées en Afrique par la société de conseil et de gestion de la réputation et en relation publiques Reputation Poll International.

## Ouvrages
- « Les Mystères du Royaume », Éditions Multilingues, 2006,  (ISBN 9782895760634).
- « La Croix et la Bannière : Le sens de mon engagement », Éditions Licht, 2020,  (ISBN 9782490338016)
- « La prière scientifique : Prier pour obtenir des résultats», Editions Crn, 2024,  (ISBN 978-2959718014)